# クリオ店

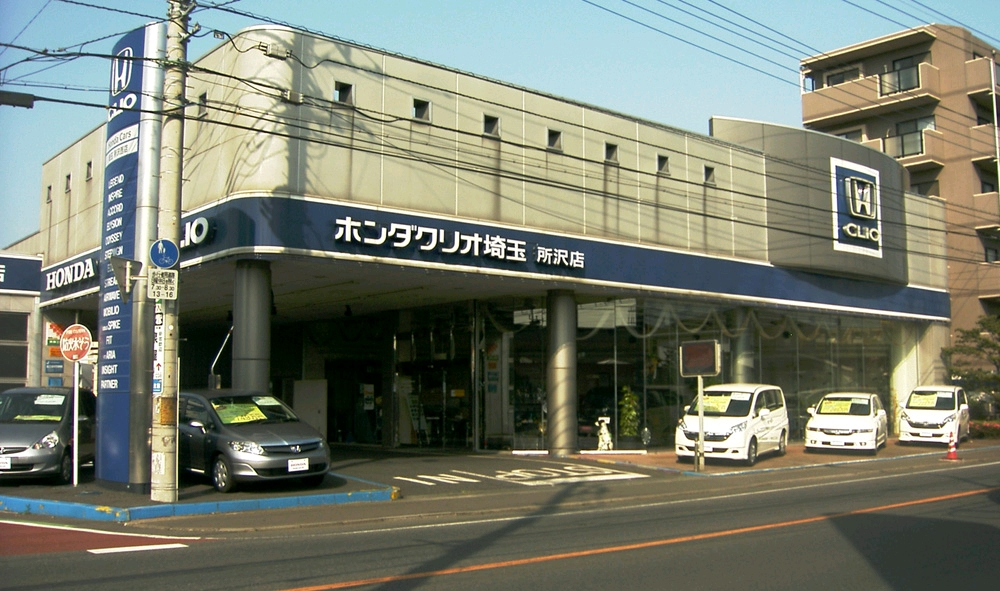
ホンダクリオディーラーの一例

ホンダクリオ店（ほんだ くりおてん、CLIO）は、2006年まで存在した本田技研工業（ホンダ）の自動車ディーラー網（販売チャネル）である。 

## 概要
1984年に旧「ホンダ店」から分割して設立。コーポレートカラーは青（設立当初はグレー）で、キャッチフレーズは「クルマが、ゆとりになる。」。主にレジェンドやアコードなどの高級・上級車セダンを専売車種としていた。当初はシビックも扱っていたが、同じくホンダ店からの分割となる翌1985年設立の「プリモ店」との併売を経て、4代目へのモデルチェンジに伴い1987年からプリモ店の専売となった。
2006年3月1日より他系列のプリモ店・ベルノ店とともに全店全車種併売へと移行し、これまでプリモ店の独占だった軽自動車も取り扱いはじめる。7月13日をもって販売網の統一名称「Honda Cars店」へ移行した。

## 2006年2月末までの専売車種
- レジェンド
- アコード
- アコードワゴン

## 過去の専売車種
- レジェンドクーペ
- インスパイア（初代 - 3代目モデルのみ）
- アコードCA
- アコードクーペ
- コンチェルト
- ドマーニ
- アヴァンシア
- ラグレイト
- S-MX
- シティ（2代目モデルのみ）
- ホライゾン：いすゞ・ビッグホーンのOEM車
- ジャズ：いすゞ・ミューのOEM車

## 2006年2月末時点の併売車種
全て3系列併売。
- インスパイア（4代目モデル。セイバーを統合したこのモデルからはプリモ店とベルノ店でも取り扱うようになった。）
- フィットアリア
- エアウェイブ
- エリシオン
- オデッセイ
- ステップワゴン
- エディックス
- ストリーム
- モビリオ
- モビリオスパイク
- フィット
- インサイト
- パートナー

## 過去の併売車種
- シティ（発足 - 1986年10月まで、プリモ店と併売）
- シビック（発足 - 1987年9月まで、プリモ店と併売）
- シビックシャトル（発足 - 1987年9月まで、プリモ店と併売）
- シビックプロ（発足 - 1987年9月まで、プリモ店と併売）
- アコード（発足 - 1989年9月まで、プリモ店と併売）
- アコードエアロデッキ（プリモ店と併売）
- ロゴ（3系列併売）

## その他
- クリオ（CLIO）の名称は本田技研工業によって商標登録されている（第2533680号）。このためルノー・クリオは、日本ではパリの古名であるルテティアに由来するルノー・ルーテシアという車名で販売されている。